# ريد أوك (كارولاينا الشمالية)
ريد أوك (بالإنجليزية: Red Oak town, North Carolina)‏ هي بلدة تقع بولاية كارولاينا الشمالية في الولايات المتحدة. تبلغ مساحتها 50.61 كم2، وترتفع عن سطح البحر 62 م، بلغ عدد سكانها 3,430 نسمة في عام 2010 حسب إحصاء مكتب تعداد الولايات المتحدة وتصل الكثافة السكانية فيها 67.8 نسمة لكل كيلومتر مربع (175.6/ميل2).

## التركيبة السكانية
حدّد مكتب تعداد الولايات المتحدة بيانات التركيبة السكانية لريد أوك في تعداد الولايات المتحدة. في ما يلي، التركيبة السكانية حسب تعدادي 2000 و2010.

### تعداد عام 2000
بلغ عدد سكان ريد أوك 2,723 نسمة بحسب تعداد عام 2000، وبلغ عدد الأسر 984 أسرة وعدد العائلات 822 عائلة مقيمة في البلدة. في حين سجلت الكثافة السكانية 53.8 نسمة لكل كيلومتر مربع (139.3/ميل2). وبلغ عدد الوحدات السكنية 1,030 وحدة بمتوسط كثافة قدره 20.4 لكل كيلومتر مربع (52.8/ميل2).
وتوزع التركيب العرقي للبلدة بنسبة 90.67% من البيض و8.04% من الأمريكيين الأفارقة و0.07% من الأمريكيين الأصليين و0.26% من الأمريكيين ذوي الأصول الآسيوية و0.33% من الأعراق الأخرى و0.62% من عرقين مختلطين أو أكثر و1.32% من الهسبانيون أو اللاتينيون من أي عرق.
بلغ عدد الأسر 984 أسرة كانت نسبة 41.7% منها لديها أطفال تحت سن الثامنة عشر تعيش معهم، وبلغت نسبة الأزواج القاطنين مع بعضهم البعض 74% من أصل المجموع الكلي للأسر، ونسبة 6.6% من الأسر كان لديها معيلات من الإناث دون وجود شريك، بينما كانت نسبة 2.9% من الأسر لديها معيلون من الذكور دون وجود شريكة وكانت نسبة 16.5% من غير العائلات. تألفت نسبة 14.6% من أصل جميع الأسر من عدة أفراد يعيشون في نفس المنزل ونسبة 6.5% كانت تتألف من شخص يعيش بمفرده يبلغ من العمر 65 عاماً أو أكثر. وبلغ متوسط حجم الأسرة المعيشية 2.77، أما متوسط حجم العائلات فبلغ 3.06.
بلغ العمر الوسطي للسكان 39.3 عاماً. وكانت نسبة 26.1% من القاطنين تحت سن الثامنة عشر، وكانت نسبة 6.2% بين الثامنة عشر والرابعة والعشرين عاماً، ونسبة 28.8% كانت واقعةً في الفئة العمرية ما بين الخامسة والعشرين والرابعة والأربعين عاماً، ونسبة 28.7% كانت ما بين الخامسة والأربعين والرابعة والستين، ونسبة 10.2% كانت ضمن فئة الخامسة والستين عاماً فما فوق. يوجد لكل 100 أنثى 98.3 ذكر، ويوجد لكل 100 أنثى في الثامنة عشر من عمرها فما فوق 94.3 ذكر.
بلغ متوسط دخل الأسرة في البلدة 54,958 دولارًا، أما متوسط دخل العائلة فبلغ 61,406 دولارًا. وكان متوسط دخل الذكور 40,718 دولارًا مقابل 26,091 دولارًا للإناث. وسجل دخل الفرد الخاص بالبلدة 22,616 دولارًا. وكانت نسبة 5.7% من العائلات ونسبة 6.7% من السكان تحت خط الفقر، وكان من هؤلاء نسبة 5% تحت سن الثامنة عشر ونسبة 16.6% في الخامسة والستين من العمر وما فوق.

### تعداد عام 2010
بلغ عدد سكان ريد أوك 3,430 نسمة بحسب تعداد عام 2010، وبلغ عدد الأسر 1,270 أسرة وعدد العائلات 1,043 عائلة مقيمة في البلدة. في حين سجلت الكثافة السكانية 67.8 نسمة لكل كيلومتر مربع (175.6/ميل2). وبلغ عدد الوحدات السكنية 1,376 وحدة بمتوسط كثافة قدره 27.2 لكل كيلومتر مربع (70.4/ميل2).
وتوزع التركيب العرقي للبلدة بنسبة 87.17% من البيض و9.68% من الأمريكيين الأفارقة و0.87% من الأمريكيين الأصليين و0.50% من الأمريكيين ذوي الأصول الآسيوية و0.90% من الأعراق الأخرى و0.87% من عرقين مختلطين أو أكثر و1.72% من الهسبانيون أو اللاتينيون من أي عرق.
بلغ عدد الأسر 1,270 أسرة كانت نسبة 38.7% منها لديها أطفال تحت سن الثامنة عشر تعيش معهم، وبلغت نسبة الأزواج القاطنين مع بعضهم البعض 70.8% من أصل المجموع الكلي للأسر، ونسبة 8.4% من الأسر كان لديها معيلات من الإناث دون وجود شريك، بينما كانت نسبة 2.9% من الأسر لديها معيلون من الذكور دون وجود شريكة وكانت نسبة 17.9% من غير العائلات. تألفت نسبة 15.8% من أصل جميع الأسر من عدة أفراد يعيشون في نفس المنزل ونسبة 6.9% كانت تتألف من شخص يعيش بمفرده يبلغ من العمر 65 عاماً أو أكثر. وبلغ متوسط حجم الأسرة المعيشية 2.70، أما متوسط حجم العائلات فبلغ 3.00.
بلغ العمر الوسطي للسكان 42.4 عاماً. وكانت نسبة 26.1% من القاطنين تحت سن الثامنة عشر، وكانت نسبة 5.2% بين الثامنة عشر والرابعة والعشرين عاماً، ونسبة 22.5% كانت واقعةً في الفئة العمرية ما بين الخامسة والعشرين والرابعة والأربعين عاماً، ونسبة 34.4% كانت ما بين الخامسة والأربعين والرابعة والستين، ونسبة 11.8% كانت ضمن فئة الخامسة والستين عاماً فما فوق. وتوزع التركيب الجنسي للسكان بنسبة 50.1% ذكور و49.9% إناث.